# Bruit de fond
Pour les articles homonymes, voir Bruit de fond (homonymie).

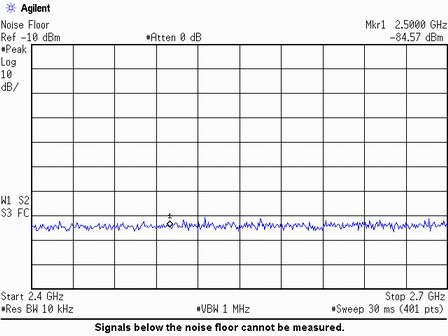
Image de l'écran d'un analyseur de spectre montrant le niveau du bruit de fond.

En traitement du signal, on appelle bruit de fond toute composante non désirée affectant la sortie d'un dispositif indépendamment du signal présent à son entrée. Le bruit de fond se décompose en bruit propre, que cause le dispositif lui-même, et en perturbations originaires de l'extérieur qu'il capte malencontreusement.

## Importance et caractérisation
Au fur et à mesure que le signal se rapproche, puis s'enfonce en dessous du niveau du bruit de fond, la quantité d'informations qu'il peut transporter décroît (Shannon 1948), il devient plus difficile à détecter, et il finit par se dissoudre dans l'incertitude.
Pour se rendre compte de la dissolution du signal dans le bruit de fond, on peut facilement réaliser l'expérience suivante avec Audacity ou un autre logiciel d'édition de son :
1. Télécharger un exemple de signal de code morse (par exemple Wikipedia-Morse.ogg)
2. L'ouvrir dans le logiciel d'édition
3. Créer une seconde piste et y générer un bruit rose à amplitude 0,5.
4. Écouter le mélange en réduisant progressivement le niveau de la piste du code morse. Quand le niveau du signal est très inférieur au niveau du bruit (−20 dB) il devient difficile à « lire ».
5. Ralentir le débit du signal avec le procédé « changer le tempo » les points et les traits du code sont allongés, sans changer de tonalité : on peut à nouveau « lire le signal » morse, même en baissant son niveau, à peu près dans la proportion où on l'a ralenti.

## Répartition spectrale du bruit
Le bruit de fond perturbe d'autant plus un signal qu'il occupe la même bande de fréquences.
Reprenant l'exemple précédent. La fréquence audio de la tonalité du code morse est à 700 Hz
1. Filtrer le bruit en supprimant au mieux ce qui se trouve en dessous de 1 500 Hz.
2. Remettre le bruit à niveau en amplifiant pour que ses crêtes se retrouvent à l'amplitude 0,5.
3. On peut maintenant continuer à « lire » le code morse à un niveau bien plus faible.

### Modèles mathématiques
L'analyse spectrale d'un signal électrique  débouche sur les notions de largeur de bande et de bande passante. L'étude d'un canal de communication s'effectue alors par des fonctions sinusoïdales. On peut aussi considérer le signal comme un processus stochastique, dont la valeur instantanée est imprévisible. Ce modèle mathématique est particulièrement approprié pour les bruits, dont l'origine physique détermine une fonction aléatoire caractéristique. Définir le signal et le bruit comme des phénomènes stochastiques permet d'évaluer, dans une situation donnée, la probabilité d'une erreur dans la transmission.
Selon les domaines, on utilise différents modèles de bruit :
- bruit basse fréquence (BF)[4] :
  - bruit thermique ou bruit de diffusion : il est dû à l'agitation thermique des atomes et molécules, et des porteurs de charge dans le cas du bruit électronique,
  - bruit de grenaille : lié au caractère aléatoire d'une émission de photons, il dépend du taux démission selon une loi de Poisson,
  - bruit en excès :
    - bruit en 1/f ou bruit de scintillation : sa densité spectrale de puissance est proportionnelle à l'inverse de la fréquence
    - bruit de génération-recombinaison, bruit GR : bruit électronique, des défauts du semi-conducteur piègent des porteurs de charge ce qui donne un bruit lorentzien,
      - bruit télégraphique ou RTS (random telegraphic signal) : il s'agit d'une fluctuation du signal entre plusieurs niveaux,
        - bruit en créneaux (en anglais burst noise ou popcorn noise) : instabilité entre deux niveaux.

### Facteur de bruit
On peut décomposer un système en éléments constitutifs, et évaluer la contribution du bruit propre de chacun d'eux au bruit de fond du système.
Le facteur de bruit d'un élément linéaire de système à une entrée et une sortie est le rapport de puissance du bruit à la sortie pour une fréquence donnée, à celle qu'on mesurerait si la seule source de bruit était le bruit thermique  à l'entrée, à la température de référence. Ce rapport peut s'exprimer en décibels.
Le facteur de bruit moyen de l'élément est, de la même façon, le rapport entre la puissance effective du bruit et la puissance du bruit thermique pour une bande de fréquences.
Ce rapport est égal au rapport entre deux rapports signal sur bruit, celui à la sortie et celui à l'entrée.

### Niveau de bruit optimal
Bien qu'à un niveau élevé, le bruit de fond soit un obstacle à la transmission du signal, il peut constituer par lui-même un signal auxiliaire, par les informations qu'il apporte sur le fonctionnement du système. Par exemple, en téléphonie, « un peu de bruit de fond est, en fait, désirable, car il donne à l'usager une certaine assurance que son équipement n'est pas mort ».
Dans de nombreux cas, il existe un niveau optimal de bruit. Aux très faibles niveaux, le bruit est favorable à la linéarité.
Dans un signal numérique, le niveau optimal est supérieur au minimum déterminé par la résolution (bruit de quantification). On appelle dither le bruit volontairement ajouté pour atteindre ce niveau pour lequel la linéarité du système est meilleure et la densité d'information est maximale.

## Domaines

### Astronomie
En astronomie infrarouge, le bruit de fond thermique, ou simplement fond thermique, est un bruit de fond dû au rayonnement de corps noir des éléments optiques de l'instrument astronomique, ce qui perturbe les observations dans l'infrarouge.

### Audio
Le « bruit de fond » dans l'audio, l'enregistrement et les systèmes de diffusion désigne toutes les composantes indésirables affectant la sortie du système, y compris les bruits ambiants du local de captation comme les bruits de ventilation, les bruits induits par des perturbations électromagnétiques (défaut de compatibilité électromagnétique ), les bruits d'origine vibratoire dits aussi bruits microphoniques et le bruit propre, généré par les appareils eux-mêmes, dont le bruit thermique est la composante principale, auquel s'ajoutent le bruit de grenaille et le bruit de scintillation.
Dans les enregistrements analogiques, le bruit propre du media s'ajoute à celui des circuits.
- L'enregistrement sur disque amène un bruit de frottement de la pointe de lecture (hiss) en plus des perturbations violentes que provoquent les poussières (craquements), et les bruits mécaniques (rumble).
- L'enregistrement magnétique apporte des bruits mécaniques et un bruit de bande dû à la distribution des particules magnétiques, dépendant de la surface de bande lue par unité de temps (vitesse x largeur de piste).

Dans les systèmes audio présentant du gain, on a l'habitude[style à revoir] d'indiquer le niveau de bruit propre ramené à l'entrée, c'est-à-dire divisé par le gain total du système.

#### Réduction du bruit
PréaccentuationLa réduction du bruit inclut généralement une préaccentuation (en) des plus hautes fréquences à l'entrée dans un canal de transmission comme la radio FM ou bien un enregistreur magnétique ou sur disque microsillon et une désaccentuation à la sortie afin que le signal soit toujours le mieux placé pour dominer le bruit propre du système et en fonction de la sensibilité de l'oreille aux différentes parties du spectre sonore (voir courbes isosoniques). La préaccentuation est un procédé linéaire. La désaccentuation permet de reconstituer exactement le signal, aux performances du matériel près.
Accentuation dynamiquePour rendre le bruit de fond moins perceptible, on divise le signal en bandes de fréquences, et on applique à chacune, séparément, un traitement non linéaire dynamique, de sorte que pour chacune d'elles, le niveau du signal soit au-dessus du niveau de bruit de fond du média. On applique le traitement inverse à la sortie du média. L'entreprise Dolby s'est spécialisée dans les systèmes réducteurs de bruits, combinant l'accentuation et le traitement de la dynamique pour les enregistrements sonores magnétiques. La société Dbx produit d'autres applications des mêmes principes.

#### Audio numérique
Le bruit de fond peut aussi être abaissé artificiellement avec des techniques de traitement du signal numérique.
À l'origine destinés à la conservation et restauration des films, des outils hardware et des plugins ont été développés dès les années 1990.

### Électronique et télécommunications
En matière de télécommunications et de l'électronique, le bruit de fond peut inclure le bruit thermique, et tous les autres signaux interférents.

#### Réduction du niveau de bruit
- Selon un dicton d'électronicien, « ouvrir la fenêtre, c'est laisser entrer la poussière ». La première mesure contre le bruit est la réduction de la bande passante du système au minimum utile.
- Refroidir le système réduit le bruit thermique, qui est habituellement la source de bruit propre la plus importante dans les systèmes électroniques.

### Mesures physiques
Dans un système de mesure comme un sismographe, le bruit de fond peut inclure le trafic à proximité.

### Santé environnementale
Dans le domaine de la santé-environnement, en toxicologie et écotoxicologie on évalue un risque ou la gravité d'une contamination par un élément toxique ou radioactif par rapport à une norme et/ou par rapport au « bruit de fond » (fond géochimique, ou pédogéochimique par exemple). Comme dans l'anthropocène l'Homme a fortement pollué son environnement, à grande échelle souvent, on tend à distinguer le bruit de fond « naturel » (hors influence humaine) du bruit de fond anthropique (qui s'ajoute au précédent, en conséquence des activités humaines, présentes ou passées, minières et industrielles par exemple). 